# Eksperyment przerywania
Eksperyment przerywania – jedna ze strategii badawczych, której zadaniem było uprawomocnienie założeń etnometodologii, polegająca na łamaniu reguł konwersacji poprzez celowe zakłócanie toku interakcji. W jej efekcie twórca etnometodologii Harold Garfinkel zakładał „wydobywanie” społecznych metod budowania sensu rzeczywistości.
Przykład eksperymentu przerywania:
Badana osoba: Ale leje!
Eksperymentator: Kto leje?
Badana osoba: Na dworze leje
Eksperymentator: Ale kto leje na dworze?
Badana osoba: Po prostu na zewnątrz leje deszcz, cieknie z chmur, krople deszczu opadają na ziemię. Czy pan nie widzi i nie słyszy tej strasznej burzy!? Za każdym razem w ten sposób odwraca pan kota ogonem?
W tego typu interakcjach eksperymentator celowo zakłóca naturalny tok rozmowy, dzięki czemu może określić, czy naruszył pewne ramy, które w rozmowie nie powinny być podawane w wątpliwość. W przytoczonym wyżej przykładzie osoba prowadząca konwersację nawet jeżeli jest obca, powinna rozumieć intencje drugiej osoby i zgodnie z zasadą et cetera kontynuować rozmowę bez wnikania w rzeczywiste intencje partnera interakcji. Przerwanie naturalnego ciągu interakcji burzy jej strukturę i tym samym uniemożliwia zaistnienie ładu społecznego.
W eksperymentach przerywania ujawnia się brana przez Garfinkla indeksykalność. Wspólne sensy nie są widoczne w samych wypowiedziach, ale uczestnicy interakcji odczytują intencje swoich partnerów. Jeśli złamanie konwersacji następuje w wyniku celowego działania osoby o niższym statusie społecznym, zachowanie takie określane jest jako wandalizm interakcyjny.